# Трощинские
Трощинские — дворянский род.
По легенде род происходит от племянника Мазепы, Степана Трощинского, полковника гадяцкого (1704—1708). Его праправнуки Андрей Прокофьевич и Дмитрий Прокофьевич (см.), их племянник Иван Ефимович (см.) устроил новомиргородские военные поселения. Род Трощинских внесён в родословные книги Полтавской губ.

## Описание герба
В серебряном поле коронованный латинский крест, водружённый на полумесяце.
Щит увенчан дворянскими шлемом и короной. Нашлемник: три страусовые пера, среднее красное, остальные серебряные. Намёт на щите красный, подложенный серебром. На кайме щита девиз: «За труды и отечество».

## Известные представители рода
- Трощинский, Андрей Андреевич (1774—1852) — племянник Д. П. Трощинского, генерал-майор, двоюродный дядя (по матери) Н. В. Гоголя.
- Трощинский, Дмитрий Прокофьевич (1749—1829)  — российский государственный деятель.
- Трощинский, Иван Ефимович (1783—1832) — участник наполеоновских войн, генерал-лейтенант.
- Трощинский, Степан Васильевич — гетманский дворянин.

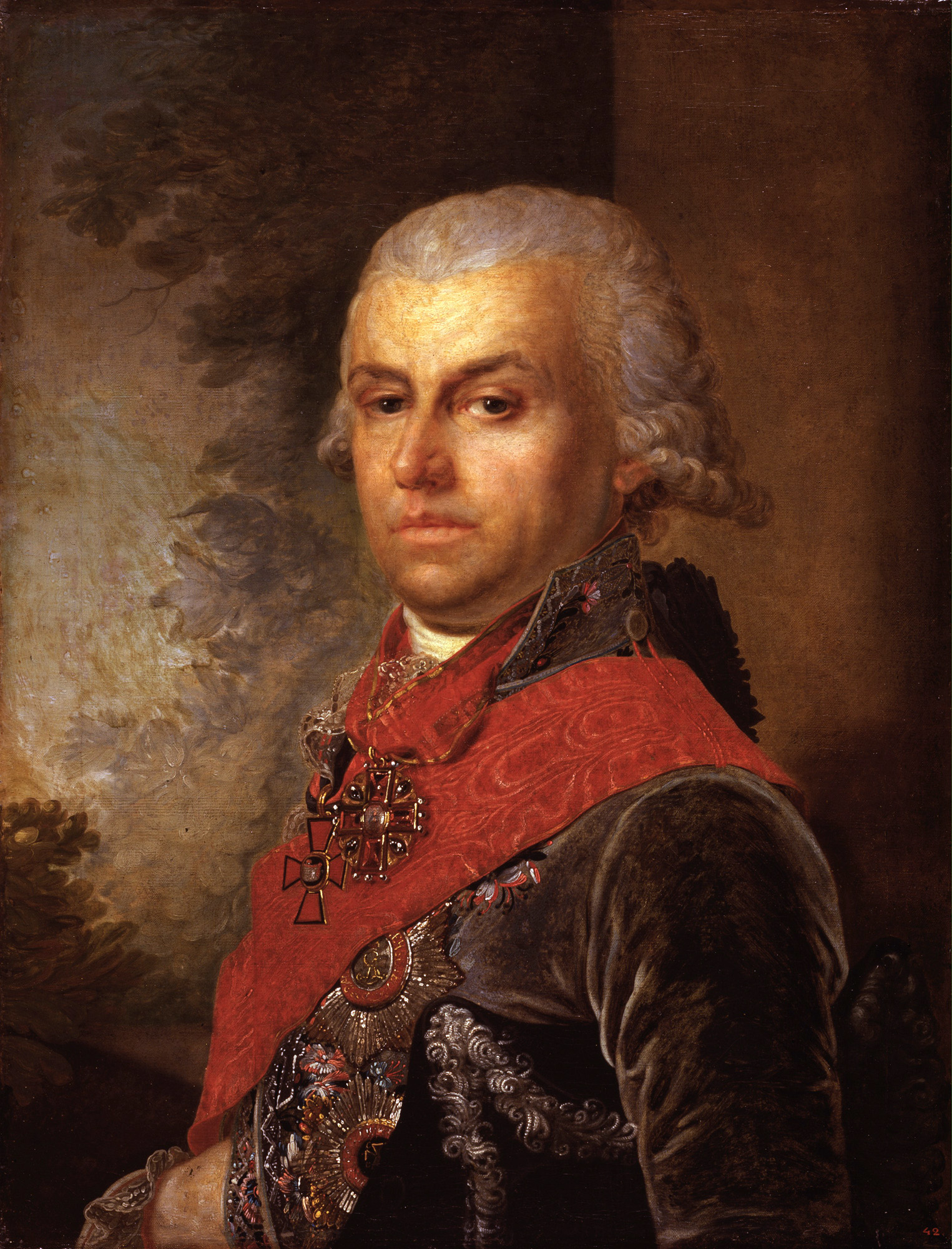
Дмитрий Прокофьевич (1749—1829)
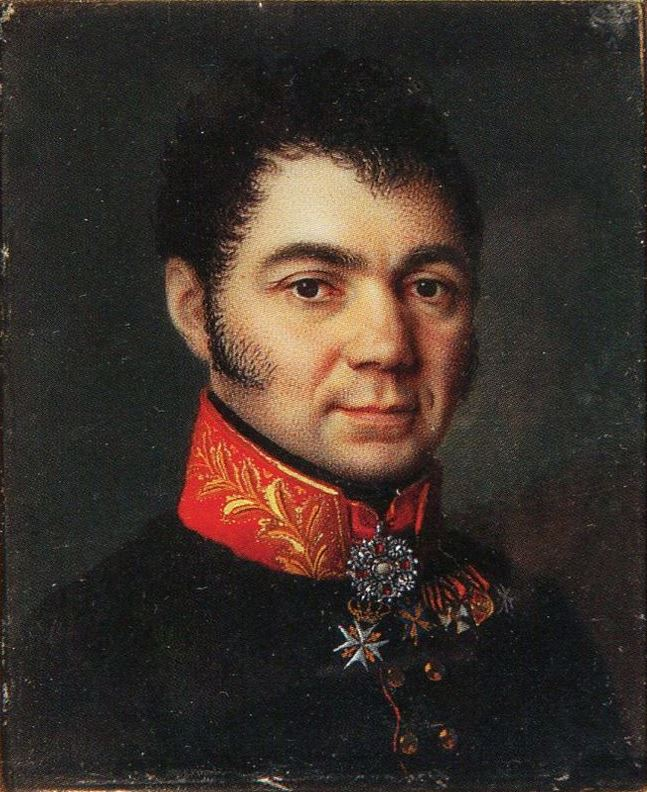
Андрей Андреевич (1774—1852)
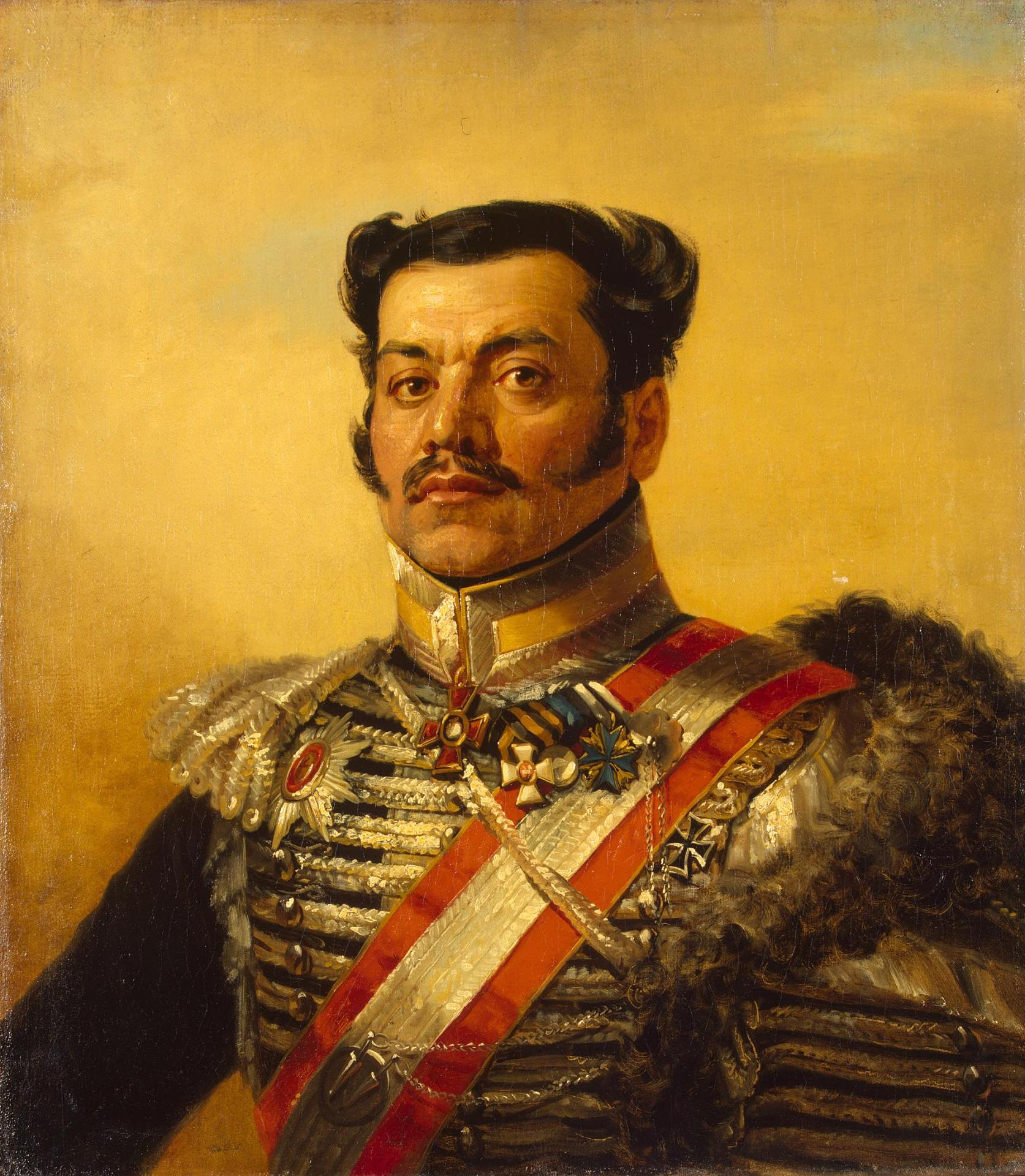
Иван Ефимович (1783—1832)